# Месија Дине
Месија Дине (енгл. Dune Messiah) је научнофантастични роман америчког писца Френка Херберта, који представља други од шест романа његовог серијала Дина. Наставак је романа Дина (1965) и првобитно је излазио у наставцима у часопису Галакси 1969. године, након чега га је Путнам званично објавио исте године. Месија Дине и његов наставак Деца Дине су колективно адаптирани у мини-серију Деца Дине Френка Херберта, која је премијерно приказана 2003. године на каналу Сајфај.

## Радња
Дванаест година након догађаја описаних у Дини (1965), Пол „Муад'Диб” Атреид влада као цар. Прихвативши улогу месије Слободњацима, Пол је покренуо џихад који је освојио већи део познатог универзума. Пол је најмоћнији цар којег је универзум икада познавао, али је немоћан да заустави смртоносне прекомерности религиозне силе који је створио. Иако је 61 милијарда људи страдало, Полове пророчке визије указују да је ово далеко од најгорег могућег исхода за човечанство. Мотивисан овим сазнањима, Пол се нада да ће усмерити човечанство на пут који неће неизбежно довести до стагнације и уништења, док ће истовремено деловати као владар царства и кључна фигура слободњачке религије.
Бенегесериткиње, Свемирски еснаф и Тлеилакси праве заверу да свргну Пола са трона, а еснафски навигатор Едрик је у стању да употреби сопствено предвиђање да направи штит од Полових пророчких визија. Бенегесеритска часна мајка Гајус Хелен Мохијам регрутовала је Полову супругу принцезу Ирулан, ћерку свргнутог цара падишаха Шадама IV. Пол је одбио да има дете са Ирулан (или чак да је додирне), али он и његова слободњачка наложница Чани такође нису успели да створе наследника, што је изазвало напетост у његовој монархији. Очајна како да обезбеди своје место у династији Атреид и да сачува крвну лозу Атреида због узгојног програма Бенегесериткињи, Ирулан је потајно давала контрацептиве Чани. Пол је свестан овога, али је предвидео да ће рођење његовог наследника донети Чани смрт, а он не жели да је изгуби. Лицеиграч Тлеилакса, Скајтејл, даје Полу поклон којем не може да одоли: голу покојног Данкана Ајдаха, Половог учитеља из детињства, кога су одгојили Тлеилакси, сада званог „Хајт”. Завереници се надају да ће Хајтово присуство поткопати Полову способност владања, присиљавајући Пола да преиспита себе и царство које је створио. Даље, Полово прихватање дара слаби његову подршку међу Слободњацима, који виде Тлеилаксе и њихове алате као нечисте. Чани, узимајући ствари у своје руке, прелази на традиционалну слободњачку дијету за плодност, тако спречавајући Ирулан да се петља у њену исхрану, и убрзо затрудни. Постаје јасно да се њени фетуси развијају много брже него што је нормално, што оптерећује њено тело.
Отејм, један од Полових бивших Федајкина, командоса смрти, открива доказе о слободњачкој завери против Пола. Отејм даје Полу свог патуљка слугу, Биџаза, који се попут машине за снимање може сећати лица, имена и детаља. Пол прихвата невољно, видећи праменове заплета Тлеилакса. Док Полови војници нападају заверенике, ови покрећу атомско оружје звано спаљивач камена, купљено од Тлеилакса, које уништава подручје и заслепљује Пола. По традицији, сви слепи Слободњаци изгнани су у пустињу, али Пол шокира Слободњаке и утврђује своје божанство доказујући да још увек може да види, чак и без очију. Његове пророчке моћи су се толико развиле да он у свом уму може да предвиди све што се догађа, па се крећући кроз свој живот у корак са својим визијама, може видети и најмање детаље света око себе. Биџаз, заправо агент Тлеилакса, користи специфичну звучну интонацију како би усадио команду која ће приморати Хајта да покуша да убије Пола под одређеним околностима. Чани умире на порођају, а Полова реакција на њену смрт покреће Хајта, који покушава да убије Пола. Хајтово тело голе реагује против сопственог програмирања и Данканова потпуна свест се опоравља, истовремено га чинећи независним од контроле Тлеилакса.
Новорођени близанци Пола и Чани долазе на свет потпуно свесни са приступом сећањима својих предака, налик на Квизца Хадераха. Син је потпуно изненађење за Пола, који је само предвидео рођење ћерке. Скајтејл нуди да оживи Чани као голу, али Пол одбија да се покори, узимајући у обзир могућност да Тлеилакси можда програмирају Чани на неки дијаболичан начин. Лицеиграч прети новорођенчадима ножем како би натерао Пола да прихвати, а такође заузврат захтева сву његову имовину CHOAM-а. Успешно избегавајући пророчку замку и постављајући свемир на нови пут, Пол је постао потпуно слеп, али ипак је у стању да убије Скајтејла бодежом због психичке визије из перспективе свог сина. Касније те вечери Биџаз прилази Полу и понавља Скајтејлову понуду, али Данкан га убија по Половом наређењу. Сад пророчки и физички слеп, Пол одлучује да прихвати слободњачку традицију и да оде сам у пустињу, тако освајајући верност Слободњака за своју децу, која ће наследити његово царство. Пол оставља своју сестру Алију, која је сада у романтичној вези са Данканом, као регента за близанце, које је назвао Лето и Ганима. Алија наређује погубљење Едрика, Мохијамове и других који су умешани у заверу против њеног брата, супротно његовој жељи да нико од њих не буде повређен, али поштеди Ирулан. Данкан примећује иронију да су Пол и Чани смрћу омогућили тријумф над својим непријатељима и да је Пол избегао култ владара ходајући у пустињу као човек, истовремено гарантујући подршку Слободњака династији Атреид.

## Објављивање
Делови Месије Дине (као и наставка Деца Дине) су написани пре него што је први роман завршен. Роман се у почетку појавио као петоделни серијал у часопису Галакси, који је излазио од јуна до октобра 1969. године са илустрацијама Џека Гоана. Цео роман који је издао Путнам такође се појавило тог октобра. Америчко и британско издање садрже различите прологе који су резимирали догађаје у Дини. Месија Дине и Деца Дине објављени су у једном тому од стране Клуба научне фантастике 2002. године, и 1979. године од стране Голанча са Дином као Велика трилогија о Дини.

## Анализа
Херберт је почетну трилогију романа (Дина, Месија Дине и Деца Дине) упоредио са фугом, и док је Дина била херојска мелодија, Месија Дине била је њена инверзија. Пол се уздиже на власт у Дини преузимајући контролу над једним критичним ресурсом у свемиру, меланжом. Његови непријатељи су мртви или свргнути, а он је постављен да преузме узде моћи и донесе тежак, али просветљени мир у универзум. Херберт је у књигама које су уследиле одабрао да поткопа Полов тријумф низом неуспеха и филозофских парадокса.

## Пријем
Часопис Галакси је назвао овај роман „бриљантним ... Био је све што је Дина била и можда још мало више”. Спајдер Робинсон је уживао у књизи „чак и док је [он] возио камион кроз рупе у њеној логици, јер је имала исту величанствену ваљану величину претходне књиге”. Челенџинг Дестини је назвао роман „Савршеним комадом Дине ... Фасцинантно.”

## Адаптација
Месија Дине и његов наставак Деца Дине су колективно адаптирани у мини-серију Деца Дине Френка Херберта, која је премијерно приказана 2003. године на каналу Сајфај. Прва од три епизоде покрива догађаје Месије Дине, док друга и трећа епизода покривају догађаје Деце Дине.